# Ligue 1 de 2023–24
A Ligue 1 de 2023–24 foi a 86ª edição do Campeonato Francês de Futebol. A temporada se iniciou em 11 de agosto de 2023 e terminou em 19 de maio de 2024.
O Paris Saint-Germain o atual campeão da competição, conquistou seu décimo segundo título sem entrar em campo após o seu perseguidor do título Monaco perder pro Lyon por 3–2 fora de casa na 31ª rodada, esse é o terceiro título consecutivo do clube.

## Regulamento
A Ligue 1 é disputada por 18 clubes em 2 turnos. Em cada turno, todos os times jogam entre si uma única vez. Os jogos do segundo turno serão realizados na mesma ordem do primeiro, apenas com o mando de campo invertido. Não há campeões por turnos, sendo declarado campeão o time que obtiver o maior número de pontos após as 34 rodadas e rebaixados os 2 com menor número de pontos e 1 disputará os playoffs de rebaixamento contra o 3° lugar da Ligue 2. O campeonato produz quarto vagas à Liga dos Campeões da UEFA, uma à Liga Europa da UEFA e uma à Liga Conferência Europa da UEFA.

### Critérios de desempate
Caso haja empate de pontos entre dois clubes, os critérios de desempate serão aplicados na seguinte ordem:
1. Saldo de gols
2. Gols marcados
3. Confronto direto
4. Fair play

## Participantes

### Mudança de times
| Pos | Promovidos da Ligue 2 de 2022–23 |
| --- | -------------------------------- |
| 1º  | Le Havre                         |
| 2º  | Metz                             |

| Pos | Rebaixados da Ligue 1 de 2022–23 |
| --- | -------------------------------- |
| 17º | Auxerre                          |
| 18º | Troyes                           |
| 19º | Ajaccio                          |
| 20º | Angers                           |

### Informação dos clubes
| Equipe              | Cidade           | Estádio (mando)         | Capacidade | 2022–23 | Títulos (último) |
| ------------------- | ---------------- | ----------------------- | ---------- | ------- | ---------------- |
| Brest               | Brest            | Stade Francis-Le Blé    | 15.931     | 14º     | 0 (nenhum)       |
| Clermont            | Clermont-Ferrand | Stade Gabriel-Montpied  | 11.980     | 8º      | 0 (nenhum)       |
| Lens                | Lens             | Stade Bollaert-Delelis  | 37.705     | 2º      | 1 (1997–98)      |
| Le Havre            | Normandia        | Stade Océane            | 25.178     | 1º (L2) | 0 (nenhum)       |
| Lille               | Lille            | Stade Pierre-Mauroy     | 50.186     | 5º      | 4 (2020–21)      |
| Lorient             | Lorient          | Stade du Moustoir       | 18.890     | 10º     | 0 (nenhum)       |
| Lyon                | Lyon             | Groupama Stadium        | 59.186     | 7º      | 7 (2007–08)      |
| Marseille           | Marselha         | Orange Vélodrome        | 67.394     | 3º      | 9 (2009–10)      |
| Metz                | Grande Leste     | Stade Saint-Symphorien  | 26.700     | 2º (L2) | 0 (nenhum)       |
| Monaco              | Monaco           | Stade Louis II          | 18.523     | 6º      | 8 (2016–17)      |
| Montpellier         | Montpellier      | Stade de la Mosson      | 32.900     | 12º     | 1 (2011–12)      |
| Nantes              | Nantes           | Stade de la Beaujoire   | 35.322     | 16º     | 8 (2000–01)      |
| Nice                | Nice             | Allianz Riviera         | 35.624     | 9º      | 4 (1958–59)      |
| Paris Saint-Germain | Paris            | Parc des Princes        | 48.583     | 1º      | 11 (2022–23)     |
| Reims               | Reims            | Stade Auguste-Delaune   | 21.684     | 11º     | 6 (1961–62)      |
| Rennes              | Rennes           | Roazhon Park            | 29.778     | 4º      | 0 (nenhum)       |
| Strasbourg          | Estrasburgo      | Stade de la Meinau      | 29.230     | 15º     | 1 (1978–79)      |
| Toulouse            | Toulouse         | Stade Geoffroy-Guichard | 41.965     | 13°     | 0 (nenhum)       |

## Classificação
| Pos | Equipe                  | Pts | J  | V  | E  | D  | GP | GC | SG  | Classificação ou descenso                                    |
| --- | ----------------------- | --- | -- | -- | -- | -- | -- | -- | --- | ------------------------------------------------------------ |
| 1   | Paris Saint-Germain (C) | 76  | 34 | 22 | 10 | 2  | 81 | 33 | +48 | Fase de liga da Liga dos Campeões da UEFA de 2024–25         |
| 2   | Monaco                  | 67  | 34 | 20 | 7  | 7  | 68 | 42 | +26 | Fase de liga da Liga dos Campeões da UEFA de 2024–25         |
| 3   | Brest                   | 61  | 34 | 17 | 10 | 7  | 53 | 34 | +19 | Fase de liga da Liga dos Campeões da UEFA de 2024–25         |
| 4   | Lille                   | 59  | 34 | 16 | 11 | 7  | 52 | 34 | +18 | 3ª. Pré-eliminatória da Liga dos Campeões da UEFA de 2024–25 |
| 5   | Nice                    | 55  | 34 | 15 | 10 | 9  | 40 | 29 | +11 | Fase de liga da Liga Europa da UEFA de 2024–25               |
| 6   | Lyon                    | 53  | 34 | 16 | 5  | 13 | 49 | 55 | −6  | Fase de liga da Liga Europa da UEFA de 2024–25               |
| 7   | Lens                    | 51  | 34 | 14 | 9  | 11 | 45 | 37 | +8  | Play-off da Liga Conferência da UEFA de 2024–25              |
| 8   | Olympique de Marseille  | 50  | 34 | 13 | 11 | 10 | 52 | 41 | +11 |                                                              |
| 9   | Reims                   | 47  | 34 | 13 | 8  | 13 | 42 | 47 | −5  |                                                              |
| 10  | Rennes                  | 46  | 34 | 12 | 10 | 12 | 53 | 46 | +7  |                                                              |
| 11  | Toulouse                | 43  | 34 | 11 | 10 | 13 | 42 | 46 | −4  |                                                              |
| 12  | Montpellier             | 41  | 34 | 10 | 12 | 12 | 43 | 48 | −5  |                                                              |
| 13  | Strasbourg              | 39  | 34 | 10 | 9  | 15 | 38 | 50 | −12 |                                                              |
| 14  | Nantes                  | 33  | 34 | 9  | 6  | 19 | 30 | 55 | −25 |                                                              |
| 15  | Le Havre                | 32  | 34 | 7  | 11 | 16 | 34 | 45 | −11 |                                                              |
| 16  | Metz                    | 29  | 34 | 8  | 5  | 21 | 35 | 58 | −23 | Play-off de promoção/rebaixamento                            |
| 17  | Lorient                 | 29  | 34 | 7  | 8  | 19 | 43 | 66 | −23 | Zona de rebaixamento à Ligue 2 de 2024–25                    |
| 18  | Clermont Foot           | 25  | 34 | 5  | 10 | 19 | 26 | 60 | −34 | Zona de rebaixamento à Ligue 2 de 2024–25                    |

1. ↑  O Paris Saint-Germain conquistou a Copa da França de 2023–24 e se classificou para a fase de liga da Liga Europa, mas a equipe terminou entres os quartos primeiros colocados, com base na posição da liga, a vaga é repassada a equipe com melhor colocação, o sexto colocado.
2. ↑  O Montpellier perdeu um ponto por problemas descontrolados com a torcida que causaram o abandono da partida contra o Clermont.[4]
3. 1 2  Metz terminou à frente do Lorient no confronto direto com os gols marcados fora: Lorient 2–3 Metz, Metz 1–2 Lorient.

## Confrontos
| Mandante \ Visitante   | BRE | CLE | HAC | LEN | LIL | LOR | OL  | OM  | MET | ASM | MON | FCN | NIC | PSG | REI | REN | STR | TOU |
| ---------------------- | --- | --- | --- | --- | --- | --- | --- | --- | --- | --- | --- | --- | --- | --- | --- | --- | --- | --- |
| Brest                  | —   | 3–0 | 1–0 | 3–2 | 1–1 | 4–0 | 1–0 | 1–0 | 4–3 | 0–2 | 2–0 | 0–0 | 0–0 | 2–3 | 1–1 | 0–0 | 1–1 | 1–1 |
| Clermont Foot          | 1–1 | —   | 2–1 | 0–3 | 0–0 | 1–0 | 0–1 | 1–5 | 0–1 | 2–4 | 1–1 | 0–1 | 0–1 | 0–0 | 4–1 | 1–3 | 1–1 | 0–3 |
| Le Havre               | 1–2 | 2–1 | —   | 0–0 | 0–2 | 3–0 | 3–1 | 1–2 | 0–1 | 0–0 | 0–2 | 0–1 | 3–1 | 0–2 | 1–2 | 0–1 | 3–1 | 1–0 |
| Lens                   | 1–0 | 1–0 | 1–1 | —   | 1–1 | 2–0 | 3–2 | 1–0 | 0–1 | 2–3 | 2–2 | 4–0 | 1–3 | 0–2 | 2–0 | 1–1 | 3–1 | 2–1 |
| Lille                  | 1–0 | 4–0 | 3–0 | 2–1 | —   | 3–0 | 3–4 | 3–1 | 2–0 | 2–0 | 1–0 |     | 2–2 | 1–1 | 1–2 | 2–2 | 1–0 | 1–1 |
| Lorient                | 0–1 | 5–0 | 3–3 | 0–0 | 4–1 | —   | 0–2 | 2–4 | 2–3 | 2–2 | 0–3 | 0–1 | 1–1 | 1–4 | 2–0 | 2–1 | 1–2 | 1–2 |
| Lyon                   | 4–3 | 1–2 | 0–0 | 0–3 | 0–2 | 3–3 | —   | 1–0 | 1–1 | 3–2 | 1–4 | 1–0 | 1–0 | 1–4 | 1–1 | 2–3 | 2–1 | 3–0 |
| Olympique de Marseille | 2–0 | 2–1 | 3–0 | 2–1 | 0–0 | 3–1 | 3–0 | —   | 1–1 | 2–2 | 4–1 | 2–0 | 2–2 | 0–2 | 2–1 | 2–0 | 1–1 | 0–0 |
| Metz                   | 0–1 | 1–0 | 0–0 | 2–1 | 1–2 | 1–2 | 1–2 | 2–2 | —   | 2–5 | 0–1 | 3–1 | 0–1 | 0–2 | 2–2 | 2–3 | 0–1 | 0–1 |
| Monaco                 | 2–0 | 4–1 | 1–1 | 3–0 | 1–0 | 2–2 | 0–1 | 3–2 | 2–1 | —   | 2–0 | 4–0 | 0–1 | 0–0 | 1–3 | 1–0 | 3–0 | 1–2 |
| Montpellier            | 1–3 | 1–1 | 2–2 | 0–0 | 0–0 | 2–0 | 1–2 | 1–1 | 3–0 | 0–2 | —   | 1–1 | 0–0 | 2–6 | 1–3 | 0–0 | 2–2 | 3–0 |
| Nantes                 | 0–2 | 1–2 | 0–0 | 0–1 | 1–2 | 5–3 | 1–3 | 1–1 | 0–2 | 3–3 | 2–0 | —   | 1–0 | 0–2 | 0–1 | 0–3 | 1–3 | 1–2 |
| Nice                   | 0–0 | 0–0 | 1–0 | 2–0 | 1–1 | 3–0 | 0–0 | 1–0 | 1–0 | 2–3 | 1–2 | 1–2 | —   | 1–2 | 2–1 | 2–0 | 2–0 | 1–0 |
| Paris Saint-Germain    | 2–2 | 1–1 | 3–3 | 3–1 | 3–1 | 0–0 | 4–1 | 4–0 | 3–1 | 5–2 | 3–0 | 2–1 | 2–3 | —   | 2–2 | 1–1 | 3–0 | 1–3 |
| Reims                  | 1–2 | 2–0 | 1–0 | 1–1 | 0–1 | 1–0 | 2–0 | 1–0 | 2–1 | 1–3 | 1–2 | 0–0 | 0–0 | 0–3 | —   | 2–1 | 2–1 | 2–3 |
| Rennes                 | 4–5 | 3–1 | 2–2 | 1–1 | 2–2 | 1–2 | 0–1 | 2–0 | 5–1 | 1–2 | 2–1 | 3–1 | 2–0 | 1–3 | 3–1 | —   | 1–1 | 1–2 |
| Strasbourg             | 0–3 | 0–0 | 2–1 | 0–1 | 2–1 | 1–3 | 2–1 | 1–1 | 1–0 | 2–1 | 2–2 | 1–2 | 1–3 | 1–2 | 3–1 | 2–0 | —   | 2–0 |
| Toulouse               | 0–3 | 2–2 | 1–2 | 0–2 | 3–1 | 1–1 | 2–3 | 2–2 | 3–0 | 1–2 | 1–2 | 1–2 | 2–1 | 1–1 | 1–1 | 0–0 | 0–0 | —   |

## Play-off de rebaixamento
A temporada de 2023–24 terminará com um play-off de rebaixamento entre o 16º colocado da Ligue 1 e o vencedor do play-off da Ligue 2 em um confronto de duas partidas ida e volta.

### Jogo de ida
| 30 de maio de 2024 | Saint-Étienne             | 2 – 1     | Metz       | Stade Geoffroy-Guichard, Saint-Étienne |
| 20:30 (UTC+1)      | Sissoko 19' · Cardona 80' | Relatório | Traoré 45' | Árbitro: Benoît Millot                 |

### Jogo de volta
| 2 de junho de 2024 | Metz                              | 2 – 2 (pro) | Saint-Étienne           | Stade Saint-Symphorien, Metz |
| 17:00 (UTC+1)      | Camara 17' · Mikautadze 25' (pen) | Relatório   | Pétrot 35' · Wadji 116' | Árbitro: Jérôme Brisard      |

Saint-Étienne venceu por 4–3 no placar agregado. O Metz foi rebaixado à Ligue 2 de 2024–25 e o Saint-Étienne foi promovido à Ligue 1 de 2024–25

## Estatísticas
Atualizado em 19 de maio de 2024.

### Artilheiros
| Pos. | Jogador                   | Equipe                 | Gols |
| ---- | ------------------------- | ---------------------- | ---- |
| 1    | Kylian Mbappé             | Paris Saint-Germain    | 27   |
| 2    | Alexandre Lacazette       | Lyon                   | 19   |
| 2    | Jonathan David            | Lille                  | 19   |
| 4    | Pierre-Emerick Aubameyang | Olympique de Marseille | 17   |
| 5    | Wissam Ben Yedder         | Monaco                 | 16   |
| 6    | Thijs Dallinga            | Toulouse               | 14   |
| 7    | Georges Mikautadze        | Metz                   | 13   |
| 8    | Gonçalo Ramos             | Paris Saint-Germain    | 11   |
| 8    | Terem Moffi               | Nice                   | 11   |
| 10   | Arnaud Kalimuendo         | Rennes                 | 10   |

### Assistentes
| Pos. | Jogador                   | Equipe                 | Assists. |
| ---- | ------------------------- | ---------------------- | -------- |
| 1    | Angel Gomes               | Lille                  | 8        |
| 1    | Ousmane Dembélé           | Paris Saint-Germain    | 8        |
| 1    | Pierre-Emerick Aubameyang | Olympique de Marseille | 8        |
| 1    | Romain Del Castillo       | Brest                  | 8        |
| 5    | Bradley Barcola           | Paris Saint-Germain    | 7        |
| 5    | Kylian Mbappé             | Paris Saint-Germain    | 7        |
| 5    | Junya Ito                 | Reims                  | 7        |
| 8    | Aleksandr Golovin         | Monaco                 | 6        |
| 8    | Benjamin Bourigeaud       | Rennes                 | 6        |
| 8    | Dilane Bawka              | Strasbourg             | 6        |
| 8    | Florian Sotoca            | Lens                   | 6        |
| 8    | Jérémie Boga              | Nice                   | 6        |
| 8    | Rayan Cherki              | Lyon                   | 6        |
| 8    | Takumi Minamino           | Monaco                 | 6        |
| 8    | Teji Savanier             | Montpellier            | 6        |

### Hat-tricks
| Jogador             | Para                | Contra      | Resultado | Data                    | Ref. |
| ------------------- | ------------------- | ----------- | --------- | ----------------------- | ---- |
| Kylian Mbappé       | Paris Saint-Germain | Reims       | 3–0       | 11 de novembro de 2023  |      |
| Alexandre Lacazette | Lyon                | Toulouse    | 3–0       | 10 de dezembro de 2023  |      |
| Jonathan David      | Lille               | Le Havre    | 3–0       | 17 de fevereiro de 2024 |      |
| Mahdi Camara        | Brest               | Strasbourg  | 3–0       | 24 de fevereiro de 2024 |      |
| Kylian Mbappé       | Paris Saint-Germain | Montpellier | 6–2       | 17 de março de 2024     |      |

### Poker-trick
| Jogador        | Para  | Contra  | Resultado | Data                   | Ref. |
| -------------- | ----- | ------- | --------- | ---------------------- | ---- |
| Kamory Doumbia | Brest | Lorient | 4–0       | 20 de dezembro de 2023 |      |

## Prêmios

### Jogador do Mês UNFP
| Mês       | Jogador                   | Equipe                 | Ref.   |
| --------- | ------------------------- | ---------------------- | ------ |
| Agosto    | Takumi Minamino           | Monaco                 | [ 7 ]  |
| Setembro  | Marcin Bułka              | Nice                   | [ 8 ]  |
| Outubro   | Kylian Mbappé             | Paris Saint-Germain    | [ 9 ]  |
| Novembro  | Kylian Mbappé             | Paris Saint-Germain    | [ 10 ] |
| Dezembro  | Pierre-Emerick Aubameyang | Olympique de Marseille | [ 11 ] |
| Janeiro   | Martin Terrier            | Rennes                 | [ 12 ] |
| Fevereiro | Pierre Lees-Melou         | Brest                  | [ 13 ] |
| Março     | Edon Zhegrova             | Lille                  | [ 14 ] |
| Abril     | Alexandre Lacazette       | Lyon                   | [ 15 ] |

### Prêmios Anuais
| Prêmio                     | Vencedor           | Equipe              | Ref.   |
| -------------------------- | ------------------ | ------------------- | ------ |
| Jogador da Temporada       | Kylian Mbappé      | Paris Saint-Germain | [ 16 ] |
| Jogador Jovem da Temporada | Warren Zaïre-Emery | Paris Saint-Germain | [ 16 ] |
| Treinador do Mês           | Eric Roy           | Brest               | [ 16 ] |

### Equipe da Temporada
| Pos. | Jogador                   | Equipe                 | Ref.   |
| ---- | ------------------------- | ---------------------- | ------ |
| G    | Gianluigi Donnarumma      | Paris Saint-Germain    | [ 16 ] |
| DF   | Achraf Hakimi             | Paris Saint-Germain    | [ 16 ] |
| DF   | Marquinhos                | Paris Saint-Germain    | [ 16 ] |
| DF   | Leny Yoro                 | Lille                  | [ 16 ] |
| DF   | Bradley Locko             | Brest                  | [ 16 ] |
| MC   | Vitinha                   | Paris Saint-Germain    | [ 16 ] |
| MC   | Pierre Lees-Melou         | Brest                  | [ 16 ] |
| MC   | Warren Zaïre-Emery        | Paris Saint-Germain    | [ 16 ] |
| ATA  | Ousmane Dembélé           | Paris Saint-Germain    | [ 16 ] |
| ATA  | Pierre-Emerick Aubameyang | Olympique de Marseille | [ 16 ] |
| ATA  | Kylian Mbappé             | Paris Saint-Germain    | [ 16 ] |